# Campeonato Mundial de Ginástica Artística de 2010 - Argolas masculino
A competição das argolas masculino do Campeonato Mundial de Ginástica Artística de 2010 teve sua final disputada no dia 23 de outubro. A qualificatória que definiu os ginastas finalistas foi disputada em 18 e 19 de outubro.

## Medalhistas
| Ouro   | CHN Chen Yibing    |
| Prata  | CHN Yang Mingyang  |
| Bronze | ITA Matteo Morandi |

## Resultados

### Qualificatória
Esses são os resultados da qualificatória.
| Pos. | Ginasta               | Total  | Nota |
| ---- | --------------------- | ------ | ---- |
| 1    | CHN Chen Yibing       | 15,966 | Q    |
| 2    | CHN Yan Mingyong      | 15,700 | Q    |
| 3    | JPN Koji Uemamuro     | 15,633 | Q    |
| 4    | ITA Matteo Morandi    | 15,500 | Q    |
| 5    | KOR Yoo Won-Chul      | 15,466 | Q    |
| 6    | TPE Chen Chih Yu      | 15,466 | Q    |
| 7    | JPN Kenya Kobayashi   | 15,433 | Q    |
| 8    | JPN Kohei Uchimura    | 15,400 |      |
| 9    | ESP Iván San Miguel   | 15,400 | Q    |
| 10   | USA Brandon Wynn      | 15,400 | R    |
| 11   | ITA Matteo Angioletti | 15,366 | R    |
| 12   | GER Thomas Taranu     | 15,266 | R    |

- Q - qualificado para a final
- R - reserva

### Final
Esses são os resultados da final.
| Pos. | Ginasta             | Nota D | Nota E | Pen. | Total  |
| ---- | ------------------- | ------ | ------ | ---- | ------ |
|      | CHN Chen Yibing     | 6,800  | 9,100  |      | 15,900 |
|      | CHN Yan Mingyong    | 6,800  | 8,900  |      | 15,700 |
|      | ITA Matteo Morandi  | 6,700  | 8,966  |      | 15,666 |
| 4    | JPN Koji Uemamuro   | 6,700  | 8,800  |      | 15,500 |
| 5    | KOR Yoo Won-Chul    | 6,600  | 8,833  |      | 15,433 |
| 6    | ESP Iván San Miguel | 6,500  | 8,833  |      | 15,333 |
| 7    | JPN Kenya Kobayashi | 6,400  | 8,900  |      | 15,300 |
| 8    | TPE Chen Chih Yu    | 6,700  | 8,566  |      | 15,266 |